# Cerkiew św. Olgi w Sosznie
Cerkiew pod wezwaniem św. Olgi – prawosławna cerkiew parafialna w Sosznie (obwód brzeski, rejon piński), w dekanacie pińskim eparchii pińskiej i łuninieckiej Egzarchatu Białoruskiego Patriarchatu Moskiewskiego.
Cerkiew została wzniesiona w 1994 r. Jest to budowla murowana, jednokopułowa. W sąsiedztwie znajduje się wolnostojąca, murowana, zwieńczona kopułą dzwonnica.